# Rothschildia amoena
Rothschildia amoena is een vlinder uit de onderfamilie Saturniinae van de familie nachtpauwogen (Saturniidae).
De wetenschappelijke naam van de soort is voor het eerst geldig gepubliceerd door Heinrich Ernst Karl Jordan in 1911.